# Dorcatoma integrus
Dorcatoma integrus is een keversoort uit de familie klopkevers (Anobiidae). De wetenschappelijke naam van de soort is voor het eerst geldig gepubliceerd in 1901 door Fall.